# Damon Winter
Damon Winter (né le 24 décembre 1974 à New York) est un photographe américain spécialisé en reportage et portrait. Il collabore au New York Times. Il est notamment le lauréat du prix Pulitzer 2009.

## Biographie
Après avoir obtenu une licence en sciences de l’environnement à l’université Columbia, Daron Winter travaille pour différents journaux parmi lesquels The Dallas Morning News, Newsweek, The Ventura County Star, The Indianapolis Star ainsi que pour l’agence internationale de photographie Magnum. Il rejoint le New York Times en 2007 après avoir été pendant trois ans l’un des photographes attitrés du Los Angeles Times.
Son portfolio contient de nombreux reportages sur des sujets très différents notamment les Jeux olympiques, le conflit israélo-palestinien ou encore le 11 septembre. Lorsqu’il couvre la guerre en Afghanistan en 2010, il se fait remarquer par des clichés pris avec son ordiphone,. Il a également réalisé plusieurs documentaires photographiques au Viêt Nam, en Inde, en Russie ou encore lors du séisme à Haïti en 2010 (il est le premier photographe à s’être rendu sur place après la catastrophe).
En 2005, il est finaliste du prix Pulitzer (dans la catégorie photographie de reportage) avec sa série sur les abus sexuels dans l’ouest de l’Alaska.
En 2009, il obtient le prix Pulitzer avec une photographie de Barack Obama prise pendant la campagne électorale de 2008, alors qu’il n’avait jamais couvert de campagne électorale jusqu’alors (note à The New York Times - Times topics).
Le 4 septembre 2011, le New York Times publie une série de photos dans le cadre de la commémoration des attentats du 11 septembre 2001 donnant à voir les bâtisseurs du nouveau World Trade Center en construction (note vers Les ouvriers du ciel - Le Journal de la photographie).

## Prix et récompenses
- 2010 : Visa d’or News - Festival Visa pour l’image
- 2009 : Prix Pulitzer
- « Photographe de l’année 2002 » par NPPA Region 8
- « Photographe de l’année 2006 » par les presses universitaires California Press
- 3e place de Pictures of the Year [5]